# حاجي باشا (صدر أعظم)
حاجي باشا (بالتركية الحديثة: Hacı Pasha) هو رجل دولة عثماني، ثالث صدر أعظم في الدولة العثمانية و الثالث في عهد أورخان غازي، دامت ولايته ما يقارب العام بين عامي 1348 و1349 خلفًا للصدر الأعظم نظام الدين أحمد باشا، ولا يعرف الكثير عن تاريخه الشخصي أو السياسي بخلاف تبوئه هذا المنصب.